# Dirk Bakker
Dirk Bakker (Texel, 3 augustus 1861 – Voorburg, 6 januari 1944) was een Nederlands burgemeester.
In 1875 werd hij burgemeester van Boskoop. Dit bleef hij tot 1880. Van 1886 tot 1917 was Dirk Bakker gemeentesecretaris van Capelle aan den IJssel. Van 1 juni 1892 tot 1 januari 1919 was hij burgemeester van deze gemeente.